# جیمز آر. کوئیرک
جیمز آر. کوئیرک (انگلیسی: James R. Quirk؛ ‏ ۴ سپتامبر ۱۸۸۴ – ۱ اوت ۱۹۳۲) ویراستار، سردبیر و روزنامه‌نگار اهل ایالات متحده آمریکا بود. وی قائم مقام و سردبیر مجلهٔ آمریکایی فوتوپلی بود که یکی از نخستین مجلات سینمایی یا مجلات پر زرق‌وبرق سینمادوستان به‌ویژه در دوران فیلم‌های صامت بود. وی همچنین ویراستار نخستین شماره هیا واشینگتن تایمز و پاپیولر مکانیکس هم بود.